# Maria Mafiosi
Maria Mafiosi (Untertitel: Jeder sehnt sich nach Familie) ist ein deutscher Spielfilm von Jule Ronstedt aus dem Jahr 2017. Die Krimikomödie basiert auf einem Drehbuch Ronstedts, die mit der Produktion ihr Regiedebüt gab, und handelt von der hochschwangeren Landsberger Polizistin Maria Moosandl, gespielt von Lisa Maria Potthoff, deren Pläne, mit dem Kindsvater nach Süden durchzubrennen, durchkreuzt werden, als dessen korrupte neapolitanische Mafiafamilie vorsieht, ihn mit einer ihm unbekannten Italienerin zu verheiraten und darüber hinaus einen Mord begeht, der Marias Loyalität in Frage stellt.

## Handlung
Maria Moosandl, Polizistin im beschaulichen Landsberg am Lech, ist hochschwanger und steht kurz vor dem Mutterschutz. Gemeinsam mit dem Kindsvater Rocco, Koch in der ortsansässigen, familiengeführten Pizzeria Il Paradiso, will sie sich in Italien ein gemeinsames Leben aufbauen – doch dieser kann sich nicht durchringen, seinen Eltern Silvio und Marcella sowie seiner Schwester Rita von der heimlichen Liaison zu berichten. Auch Marias Kollegen, ihr Vater Jürgen, Polizeichef von Landsberg, und dessen neue neugierige Gattin Irmi wissen nicht, wer der Vater von Marias Kind sein könnte. Als Rocco endlich Mut findet und Familienoberhaupt Silvio die Beziehung zu Maria gestehen will, hat dieser bereits eine Entscheidung für Rocco getroffen: Sein einziger Sohn und Erbe des Familienunternehmens soll Donatella, die Tochter von Mafiaboss Buri, heiraten.
Silvio, der für Buri Drogenhandel und Geldwäsche betreibt und durch die Heirat auch im fernen Bayern seine Treue und Bindung an seinen Chef bestätigt sieht, hat unterdessen noch ein ganz anderes Problem: Die Leiche von Drogenkurier Valentino Fantuzzi hängt noch immer an der Decke der Speisekammer im Il Paradiso und muss schleunigst entsorgt werden. Er beauftragt Rocco damit, doch während seine kaltschnäuzige Schwester Rita nur zu gerne ihrem Vater nacheifern würde, fühlt sich der ambitionierte Koch mit den zwielichtigen Unternehmungen seines Vaters überfordert und entsorgt die Leiche in seiner Verzweiflung halbherzig in einer örtlichen Jauchegrube.
Maria ist es schließlich, die den ihr unbekannten Toten aus der Grube birgt und die Fahndung nach dem Täter aufnimmt. Über die gefrustete Bürgermeistergattin Uscha, die mit dem Opfer ein außereheliches Verhältnis pflegte, findet sie dessen Identität heraus, doch ausgerechnet ihr Vater legt ihr dabei Stolpersteine in den Weg – denn Jürgen, der Silvio aufgrund einiger prekärer Informationen nicht nur seinen enormen Karrieresprung, sondern auch seinen familiären Wohlstand verdankt, versucht auf Silvios Drängen hin tunlichst, verräterische Spuren, die zur Familie Pacelli führen könnten, zu verwischen.
Als Maria darüber hinaus herausfinden muss, dass Rocco bereits einer ihm unbekannten Italienerin zum Mann versprochen ist, sieht sie ihre Idee von einer gemeinsamen Zukunft in Scherben. Von ihr zur Rede gestellt, gesteht Rocco, dass Fantuzzi sterben musste, weil er die Pacellis „abknallen“ wollte. Er habe sich dafür rächen wollen, dass der Tipp, den Silvio dem Polizeichef (Marias Vater) gab, alle seine Leute in Palermo hinter Gitter brachte. Er, Rocco, sei „der Familie wegen“ zur Kooperation gezwungen und müsse auch Donatella, die Tochter des Mafiabosses heiraten, weil er und vielleicht auch Maria sonst erschossen würden.
Doch Maria weiß sich zu helfen: Während Rocco am Tag der geplanten Hochzeit mit einer Waffe von seinem sturköpfigen Vater zum Altar gezwungen wird, gelingt es der Polizistin, seiner anreisenden Donatella bei einer Routinekontrolle Koks unterzujubeln und diese unter Androhung gesetzlicher Strafen kurzerhand nach Italien zurückzuschicken.
Vor Silvios Pizzeria fängt sie einen Verdächtigen ab und beschlagnahmt eine mit Koks gefüllte Mortadella, die er wegbringen wollte.
Am Grab der Mutter eröffnet Maria ihrem, sehr verständig reagierenden Vater, dass Rocco der Vater ihres Kindes ist und sie mit ihm weggehen werde, weil beide von seiner Mafiafamilie loskommen wollen. Aber gleich danach, als sie Rocco für die Reise abholen will, wird sie von Fantuzzis rachsüchtigem Bruder zur Geisel genommen. Rocco erschießt dabei, fast zufällig, den Geiselnehmer. Bei der Beseitigung seiner Leiche im Betonfundament, führt Maria die Regie und erwirbt sich damit den höchsten Respekt ihres zukünftigen Schwiegervaters. Die Schwiegermutter in spe war vorher schon von ihr begeistert nachdem sie erfuhr, dass Maria ihr das heißersehnte Enkelkind bescheren werde. Die Anstrengungen bei der Leichenbeseitigung lösen vorzeitige Wehen aus, worauf Rocco fluchtartig mit ihr aufbricht und den Vater im erstarrenden Beton feststecken lässt. Sie schaffen es nicht mehr bis zur Klinik und die Tochter Felizia kommt in dem Sonnenblumenfeld zur Welt, in dem sich ihre Eltern immer heimlich trafen.
Am Ende sind die Moosandls und die Pacellis beste Freunde, Maria ist Köchin und ihre Stiefmutter Bedienung in der Pizzeria, und seit ihre Schwiegermutter Silvio als Familienoberhaupt abgelöst hat, gibt es auch keine Probleme mehr mit den Fantuzzis in Sizilien ... und Töchterchen Felizia wird derweil von der Tante unter den Augen ihrer arglosen Mutter ins Drogen- und Geldwäschebussines eingearbeitet.

## Produktion

### Projektentwicklung
Maria Mafiosi ist das Filmregiedebüt der Schauspielerin Jule Ronstedt, die als Autorin gemeinsam mit Produzent Sven Burgemeister das Drehbuch zum Film entwickelte. Ronstedt, die seit ihrer Zeit an der Schauspielschule an der Realisierung verschiedener Theaterstücke beteiligt gewesen war und zuvor drei Kurzfilme realisiert hatte, von denen die zwei aufwändigeren Produktionen, die Fräulein Karla-Filme, 2010 und 2013 auf dem Max-Ophüls-Festival Premiere gefeiert hatten, wurde von einer zwielichtigen Pizzeria in ihrem Viertel zur Handlung des Films inspiriert. Ronstedt befand die scheinbar verbrecherischen Machenschaften des Lokals als spannendes Thema für ein Skript und entschied sich unter Berücksichtigung ihres Wunsches nach einer starken Frauenrolle, eine Komödie zu verfassen. Geprägt von einigen Ruhephasen arbeitete sie über Jahre hinweg an dem Drehbuch, bevor sie sich an Sven Burgemeister von der Goldkind Filmproduktion wandte, den sie bereits von früheren Projekten als Schauspielerin kannte. Burgemeister, der Maria Mafiosi als „Episode der bayerischen Sopranos“ beschrieb, riet Ronstedt zur Kürzung des Drehbuchs und erarbeitete gemeinsam mit ihr eine realisierbarere Fassung, indem sie Nebenstränge kürzten oder strichen, Szenen verdichteten, Umstellungen vornahmen und weitere Pointen erdachten.

### Dreharbeiten

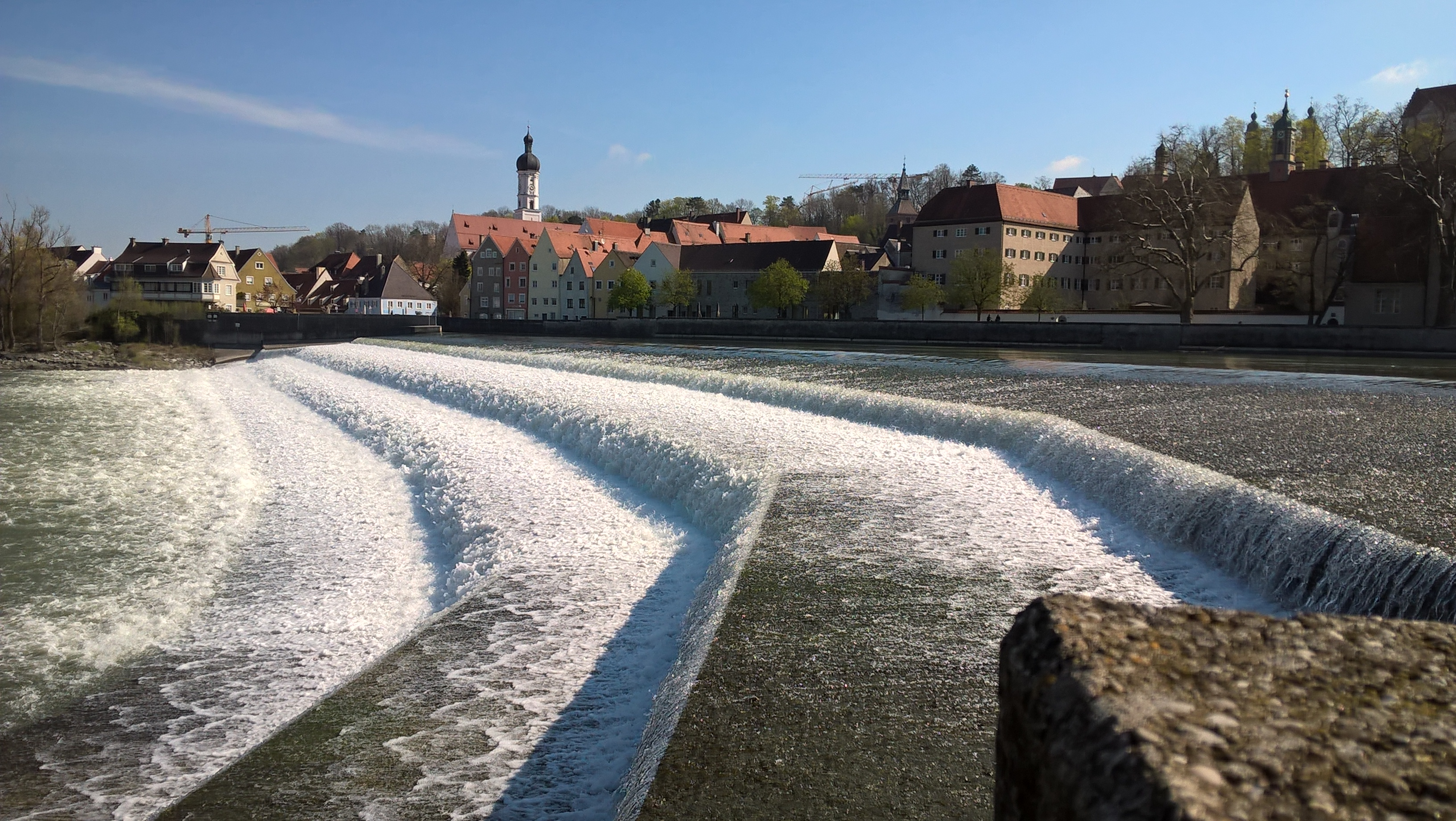
In Landsberg am Lech entstand ein Großteil der Außenaufnahmen des Films.

Die Dreharbeiten fanden an 26 Tagen zwischen dem 4. Juli bis 5. August 2016 in Landsberg am Lech, München und Umgebung statt. Neben Goldkind traten ARD Degeto, SamFilm und Mythos Film als Koproduzenten in Erscheinung. Finanzielle Förderung fand die Krimikomödie durch den FilmFernsehFonds Bayern, den Deutschen Filmförderfonds (DFFF) und die Filmförderungsanstalt (FFA). Burgemeister stellte Ronstedt ein ihr vertrautes Team aus erfahrenen Crew-Mitgliedern zusammen. Dem Drehbeginn waren zwei Wochen mit Proben vorausgegangen, in denen Ronstedt sowohl Leseproben mit den Schauspielern als auch Tests an den Originalsets vorgenommen hatte. Obwohl Landsberg als Mittelpunkt der Rahmenhandlung fungiert, filmten Besetzung und Crew nur eine Woche vor Ort. Anschließend wurden die Dreharbeiten im Landkreis München fortgesetzt, wo ein Gasthof bei Oberhaching in die Pizzeria Il Paradiso verwandelt wurde. In mittelbarer Nähe wurden auch Autofahrten und Einstellungen in der Baugrube gedreht. Weitere Einstellungen im Sonnenblumenfeld sollten ebenfalls dort inszeniert werden, wurden aufgrund des durch das Vorjahreswetter beeinträchtigen Wuchses der Blumen kurzfristig nach Odelzhausen verlegt.

## Kritiken
Cordula Dieckmann von der Augsburger Allgemeinen befand, Maria Mafiosi sei „amüsant, aber wenig überraschend“. Der Spielfilm biete „nettes Krimivergnügen mit bekannten bayerischen Schauspielern und einem rasanten Finale“. Ronstedts Langfilmdebüt orientiere sich an Erzählmustern bekannter Krimikomödien wie Ed Herzogs Dampfnudelblues (2013) oder Max Färberböcks Sau Nummer vier (2010). Maria Mafiosi biete „in dieser Hinsicht wenig Neues und Überraschendes, ist aber solide inszeniert mit amüsanten Verwicklungen“. Der Weser-Kurier urteilte, dass Ronstedts Debüt amüsant spiele, „aber auch etwas bemüht mit Gangster- und Amigo-Klischees“ wirke.
Auch Antje Wessels von Quotenmeter verglich Ronstedts Debüt mit Herzogs Eberhofer-Reihe und bezeichnete Ronstedts Debüt als „eine über weite Strecken betuliche Krimikomödie wie man sie vor allem im Fernsehen regelmäßig zu sehen bekommt. Nicht weniger, aber auch auf gar keinen Fall mehr.“ Die Produktion lebe vom „Zusammenprall der Kulturen“, die dem Film „seine erzählerische Dynamik“ verleihe, wobei „die Figuren einfach zu holzschnittartig angelegt“ seien und die Prise Pfiff fehle, „die aus Plattitüden etwas Frisches werden lassen kann.“ Der Schlussakt sei „durchaus mitreißend und die Hauptdarsteller geben sich alle Mühe, mehr aus dem Film herauszuholen als altbackene Klischees über Bayern und Italiener, aber das kann die bis dahin höchstens mäßig lustige und kaum spannende Krimikomödie nicht retten“.
Die Zeitschrift Cinema urteilte, dass „das Skript zwar gefälligen Charme“ habe, jedoch „seine Schlichtheit durchaus Zweifel an der Kinotauglichkeit aufkommen“ lasse. Maria Mafiosi sei eine „sympathische Mundartkomödie“, dessen „Gros der Darsteller, von denen manche nicht willens, andere nicht fähig erscheinen“, jedoch nicht auf die Kinoleinwand gehörten. Ähnlich befand auch die Zeitschrift TV Today, die den Film als „schlichten Kalauer fürs Regionalprogramm“ deklarierte und schrieb: „Bei Kriminalkomödien aus Bayern kommen einem sofort die Eberhofer-Krimis nach Motiven von Rita Falk in den Sinn, doch so charmant und unterhaltsam ist dieser Mundartschwank nur selten. Die Schlichtheit des Drehbuchs und das laienhafte Spiel einiger Darsteller besitzen kaum Kinoformat.“

## Erfolg
Maria Mafiosi feierte am 28. Mai 2017 im Sendlinger Tor Kino in München Premiere. Die Freigabe zur öffentlichen Aufführung erfolgte ab 15. Juni durch seinen Verleih, die Universum Film. Presseberichten zufolge zählte die Produktion nach Ende des ersten Vorführwochenendes rund 10.953 Besucher (13.050 inklusive Previews) in 125 Kinos und konnte sich damit auf Platz 15 der deutschen Kinocharts platzieren. In Deutschland konnte die Komödie bis Jahresende insgesamt 54.338 Besucher in die Kinos locken und sich damit auf Rang 62 der erfolgreichsten deutschen Produktion des Jahres 2017 platzieren. Das Einspielergebnis betrug 385.411 Euro.